# Dopady evropské migrační krize v Polsku
Přes Polsko v průběhu evropské migrační krize dlouhodobě neprochází žádná hlavní migrační trasa,[zdroj⁠?!] kterou se dostávají imigranti do západní a severní Evropy. Postoj Polska je podobný postoji ostatních zemí Visegrádské skupiny – mimo jiné odmítá princip distribuce žadatelů o azyl po celé unii a požaduje ochranu vnější schengenské hranice.

## Vývoj krize
V září 2015 hlasovala polská vláda pro povinné kvóty na rozdělení uprchlíků mezi země EU. O měsíc později proběhly v Polsku parlamentní volby a nová vláda kvóty odmítla. V rámci povinných kvót mělo Polsko přijmout 5082 uprchlíků, nepřevzalo si však ani jednoho.
Na začátku roku 2018 podala Evropská komise u Soudního dvora Evropské unie žaloby proti České republice, Maďarsku a Polsku kvůli odmítání programu přerozdělování žadatelů o azyl. Podle generální advokátky Soudního dvora Evropské unie Eleanor Sharpstone tyto tři země nesplnily povinnosti plynoucí ze smluv Evropské unie, když se odmítly zapojit do systému přerozdělování uprchlíků.
Polsko také hlasovalo proti paktu OSN o migraci, stejně jako Česká republika nebo Maďarsko.